# 洛倫佐站 (加利福尼亞州)
洛倫佐站（英語：Lorenzo Station）是位於美國加利福尼亞州阿拉米達縣的一個非建制地區。該地的面積和人口皆未知。

## 地理
洛倫佐站的座標為37°41′33″N 122°07′48″W / 37.69250°N 122.13000°W，而該地的平均海拔高度為10米（即33英尺）。